# Gelanor gertschi
Gelanor gertschi är en spindelart som beskrevs av Arthur M. Chickering 1947. Gelanor gertschi ingår i släktet Gelanor och familjen kaparspindlar.
Artens utbredningsområde är Panama. Inga underarter finns listade i Catalogue of Life.